# 니우아포오우섬

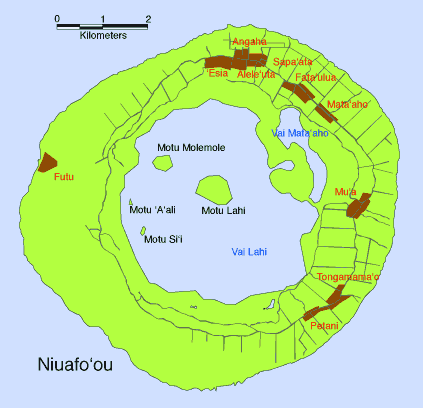
니우아포오우섬 지도

니우아포오우섬(Niuafoʻou)은 통가 최북단의 섬이다. 화산섬으로서 넓이는 15km2이고 인구는 2006년 기준으로 650명이다. 언어는 니우아포오우어가 쓰이며, 섬의 이름은 “수많은 새 코코넛”이라는 뜻이다.

## 지리
니우아포오우섬은 남태평양의 피지와 사모아 사이에 위치하며, 통가타푸섬으로부터 북쪽으로 574km, 바바우 제도로부터 북서쪽으로 337km 떨어져 있다. 활동 중인 활화산이다.
니우아포오우섬은 해저 산맥에 위치한 화산이며, 통가의 다른 화산들로부터 서쪽으로 190km 떨어진 선상에 있다. 섬의 가운데에는 가장자리가 가파른 칼데라 지형이 있다. 칼데라 가장자리의 높이는 120m가 넘으며 최고점인 모코투(Mokotu)는 250m 높이이다. 해안선은 바위가 많고 가파르며 모래 해변은 몇 개 없다. 비행기 착륙이 가능한 곳은 용암류의 끄트머리에 있는 서쪽의 푸투(Futu) 지역뿐이다. 마을은 모두 섬의 북쪽과 동쪽에 있다. 우체국이나 통신과 같은 공공시설은 북쪽의 앙아하(Angahā) 마을에 있고, 동쪽의 무아(Muʻa) 마을에는 고등학교가 있다.
섬에는 호수가 두 곳 있다. 더 큰 쪽인 바이 라히(Vai Lahi) 호수는 화산호이며 고도 23m, 지름 4km, 깊이 84m이다. 호수 안에는 세 개의 섬이 있으며 수위가 낮아질 때만 드러나는 물에 잠긴 섬이 하나 있다. 더 작은 호수인 바이 시이(Vai Siʻi) 또는 바이 마타아호(Vai Mataʻaho) 호수는 바이 라히로부터 모래 언덕으로 가로막혀 있다. 화구의 안쪽 절벽과 섬의 동쪽, 서쪽 사면은 숲으로 덮여 있다.
니우아포오우섬은 지난 수천 년간 활동해온 화산이다. 1853년에는 화산 활동으로 아하우(ʻAhau) 마을이 파괴되고 25명이 사망했다. 1912년과 1929년의 분화로 인한 용암류는 푸투 마을을 파괴하고 항구를 못 쓰게 만들었으며 섬의 서쪽 사면에서 기르던 작물을 모두 죽였다. 1935년, 1936년, 1943년, 1946년에도 화산 분화가 있었다. 1946년의 분화는 매우 강력해서 1946년 12월에는 주민 전체가 에우아섬으로 대피해야 했고 이때 많은 인구가 에우아섬에 정착했다. 오늘날 에우아섬의 지명은 니우아포오우섬과 겹치는 것이 많은데 이는 니우아포오우 주민의 정착지를 드러내는 것이다.

## 역사
신화에 따르면 니우아포오우 섬 가운데에는 원래 호수가 아닌 산이 있었지만, 어느 밤중에 누군가 산을 훔쳐갔고 도둑맞은 산은 타파히섬이 되었다고 한다.
유럽인이 니우아포오우섬을 처음 알게 된 것은 네덜란드의 항해가인 빌럼 스하우턴과 야코프 르메르의 1616년 세계일주를 통해서였다. 니우아토푸타푸섬 원주민과 무력 충돌을 겪은 뒤 이들의 탐험대는 원기를 회복할 수 있겠다는 희망을 가지고 니우아포오우섬에 접근했으며, 섬에 “좋은 희망”(네덜란드어: Goede Hoop 후더 호프[*])이라는 이름을 붙였다. 그들은 꼭대기가 녹색인 검은색 절벽과 수많은 코코야자, 바닷가에 늘어선 집과 상륙할 만한 지점에 가까운 마을을 보았다. 그러나 그들의 배인 에인트라흐트(Eendracht)호는 닻을 내릴 수 없었고 그들은 빠른 카누를 타고 온 “인디언”들과의 물물교환으로 만족해야 했다. 순조롭게 흘러가는 듯 보였으나, 원주민들이 수심 측정용 보트를 훔쳐가려 하자 네덜란드인들은 다시 총포를 사용해야 했다. 이후 탐험대는 서쪽으로 떠났지만 바람 부는 방향대로 항로가 북쪽으로 휘었고 푸투나섬과 알로피섬에 이르게 된다.
1946년의 화산 분화 이후 통가 정부는 1946년과 1947년에 걸쳐 주민 전체를 에우아섬으로 대피시켰다. 1958년에 대피한 주민의 절반 정도가 돌아왔고 나머지 절반은 에우아섬에 정착했다.
2002년 1월 니우아포오우섬은 사이클론 와카에 의해 집 수백 채가 파괴되고 1명이 숨지는 큰 피해를 입었다.